# إيفان لي
إيفان لي (بالإنجليزية: Evan Lee)‏ (23 نوفمبر 1993 بتوليدو في الولايات المتحدة - ) هو لاعب كرة قدم أمريكي في مركز الدفاع.

## وصلات خارجية
- إيفان لي على موقع قاعدة بيانات كرة القدم.إي يو (الإنجليزية)
- إيفان لي على موقع Soccerway.com (الإنجليزية)
- إيفان لي على موقع عالم كرة القدم.نت (الإنجليزية)